# Margarita (Àlaba)
Margarita és un poble i concejo pertanyent al municipi de Vitòria.
Tenia 45 habitants en (2007). Forma part de la Zona Rural Sud-oest de Vitòria. És a 506 msnm, i a 11 km a l'oest de la ciutat de Vitòria, al costat de l'autovia A-1 (Madrid-Irun). S'accedeix al poble després de deixar l'autovia en la sortida del polígon industrial de Júndiz i transitar per una carretera local. Els edificis més significatius del poble són l'església parroquial de Sant Tomàs Apòstol i la Torre dels Cortázar de principis del segle xvi. Les festes patronals se celebren el 18 de setembre per Sant Tomás. Va pertànyer a la germandat i municipi d'Ariñiz fins que aquest va ser absorbit pel de Vitòria en la dècada de 1920.
És la localitat natal d'Agustín de Urbina, un capità del segle xvi que va arribar a ser president del Sant Ofici de la Inquisició a la ciutat de Palerm (Sicília).